# Nguyễn Nguyên Chẩn
Nguyễn Nguyên Chẩn (chữ Hán: 阮原稹, 1425-?), người xã Lạc Thực, huyện Thanh Lâm (nay thuộc xã Đồng Lạc, huyện Nam Sách, tỉnh Hải Dương). Ông thi đỗ Đệ tam giáp đồng Tiến sĩ xuất thân khoa thi Nhâm Tuất niên hiệu Đại Bảo năm thứ 3 (1442) thời Lê Thái Tông, nhưng không nhận, vì không đỗ Cập đệ (tức hàng Tam khôi). Đến khoa Mậu Thìn niên hiệu Thái Hòa năm thứ 6 (1448) thời Lê Nhân Tông, ông đi thi lại, vẫn chỉ đỗ Đệ tam giáp đồng Tiến sĩ xuất thân. Người có hành động tương tự như ông trong cùng kỳ thi 1442, nhưng tới kỳ thi sau (1448) đã đỗ bảng nhãn là Trịnh Thiết Trường.
Ông làm quan cho nhà Lê sơ tới Khu mật Trực học sĩ.